# My People Were Fair and Had Sky in Their Hair... But Now They're Content to Wear Stars on Their Brows
My People Were Fair and Had Sky in Their Hair... But Now They're Content to Wear Stars on Their Brows é o álbum de estreia da banda britânica de folk psicodélico Tyrannosaurus Rex (mais tarde conhecida como T. Rex). Foi lançado em 5 de julho de 1968 pela Regal Zonophone Records.
Suas sessões de gravação ocorreram no Advision Studios, em Londres, e contaram com a produção de Tony Visconti. Na época, o Advision foi o primeiro estúdio do Reino Unido com equipamentos de gravação em oito canais, o que permitiu uma maior flexibilidade no processo de gravação, em comparação com os gravadores em quatro canais padrões na época. A capa foi feita por George Underwood, baseada nas ilustrações do pintor e ilustrador francês Gustave Doré para O Inferno de Dante.
O álbum alcançou a 15ª posição na tabela musical britânica. Posteriormente, seria relançado junto ao segundo disco da banda, Prophets, Seers & Sages: The Angels of the Ages, no formato de um álbum duplo. Nessa configuração, alcançou o primeiro lugar na parada musical de álbuns do Reino Unido em 1972.

## Gravação
O álbum foi gravado no Advision Studios, em Londres no início de 1968 e produzido por Tony Visconti. As gravações demonstrativas foram feitas no apartamento de Visconti, bem como as sessões de gravação em estúdio com o produtor Joe Boyd. O Advision foi o primeiro estúdio no Reino Unido com equipamentos de gravação em oito canais, permitindo uma flexibilidade de gravação muito maior do que os gravadores de quatro canais, um padrão na época.
Duas das faixas, "Mustang Ford" e "Hot Rod Mama" foram gravadas anteriormente pela banda do guitarrista Marc Bolan, John's Children. As primeiras versões de algumas das faixas também apareceram em The Beginning of Doves, uma coletânea musical de gravações demo lançada em 1974. O jornalista Paul Stewart adiantou que o título do álbum refletia "o falso misticismo da época, até mesmo a dedicação para "Aslan and the Old Narnians" na capa, enquanto o biógrafo Mark Paytress escreveu que o título e as canções "tocaram um acorde com os elementos caprichosos do (cenário) underground britânico".
As gravações contaram com Bolan nos vocais e na guitarra acústica, e Steve Peregrin Took nos vocais de apoio e na percussão. O disco-jóquei John Peel leu uma história infantil escrita por Bolan na canção "Frowning Atahuallpa (My Inca Love)", que também inclui um longo canto de Hare Krishna.

## Arte da capa
Para Bolan, a música do álbum representava uma rejeição da "música de guitarra elétrica" que ele tocava com sua banda anterior. A capa, feita por George Underwood, e o assunto de muitas das canções tratavam de temas fantásticos que permeariam grande parte dos álbuns posteriores do Tyrannosaurus Rex. A arte da capa foi baseada nas ilustrações do pintor e ilustrador francês Gustave Doré para O Inferno de Dante.

## Lançamento
My People Were Fair... foi lançado em 5 de julho de 1968 pela Regal Zonophone Records. Inicialmente, alcançou a 15ª posição na parada musical britânica após o seu lançamento.
O álbum foi mesclado com o álbum seguinte da banda, Prophets, Seers & Sages: The Angels of the Ages, e relançado em 1972 como um álbum duplo, após os sucessos de Electric Warrior e The Slider. Nessa configuração, alcançou o primeiro lugar no Reino Unido. O lançamento duplo continua sendo o maior título de qualquer álbum número um do Reino Unido. Nos Estados Unidos, foi lançado pela A&M Records como Tyrannosaurus Rex: A Beginning.

## Recepção crítica
O sítio AllMusic elogiou o disco, dizendo que "aproxima o ouvinte de um ângulo totalmente único" — "A voz de Bolan... combina tão perfeitamente com a instrumentação bizarra, quase oriental". O crítico musical Dave Thompson o chamou de "um caso irresistível, absolutamente um filho de seu tempo de inclinação psicodélica", acrescentando: "É difícil não ser atraído pela dinâmica real do My People Were Fair..., a maneira estranha como o Tyrannosaurus Rex pega os menores instrumentos musicais, (como) xilofones, glockenspiels e um gongo chinês incluído, para fazê-los soar como a banda de rock and roll mais pesada do planeta". O revisor crítico Paul Stewart, do periódico Daily Express, escreveu que era "variado e vibrante". "As texturas prendem sua atenção, mas não (como) em um hard rock, dão um tapa na cara. Essa é uma música chill out... antes das pessoas chamarem (isso) de 'chill out'".

## Lista de faixas
Todas as faixas escritas e compostas por Marc Bolan. 
| Lado um |                              |         |  |
| N.º     | Título                       | Duração |  |
| 1.      | "Hot Rod Mama"               | 3:09    |  |
| 2.      | "Scenescof"                  | 1:41    |  |
| 3.      | "Child Star"                 | 2:52    |  |
| 4.      | "Strange Orchestras"         | 1:47    |  |
| 5.      | "Chateau in Virginia Waters" | 2:38    |  |
| 6.      | "Dwarfish Trumpet Blues"     | 2:47    |  |

| Lado dois |                                      |         |  |
| N.º       | Título                               | Duração |  |
| 1.        | "Mustang Ford"                       | 2:56    |  |
| 2.        | "Afghan Woman"                       | 1:59    |  |
| 3.        | "Knight"                             | 2:38    |  |
| 4.        | "Graceful Fat Sheba"                 | 1:28    |  |
| 5.        | "Weilder of Words"                   | 3:19    |  |
| 6.        | "Frowning Atahuallpa (My Inca Love)" | 5:55    |  |

## Ficha técnica
Tyrannosaurus Rex
- Marc Bolan – vocais principais, guitarra acústica
- Steve Peregrin Took – vocais de apoio, percussão

Músicos adicionais
- John Peel – narração (em "Frowning Atahuallpa – My Inca Love")

Produção
- Tony Visconti – produção musical
- George Underwood – arte da capa